# Disphysema
Disphysema é um género de Scarabaeidae ou escaravelhos na superfamília Scarabaeoidea.